# Chaoilta minax
Chaoilta minax är en stekelart som först beskrevs av Kohl 1906.  Chaoilta minax ingår i släktet Chaoilta och familjen bracksteklar. Inga underarter finns listade i Catalogue of Life.